# Osage Township (comté de Cole, Missouri)
Pour les articles homonymes, voir Osage Township et Osage.
Osage Township est un ancien township du comté de Cole dans le Missouri, aux États-Unis,.
Il est baptisé en référence à la rivière Osage.

## Source de la traduction
- (en) Cet article est partiellement ou en totalité issu de l’article de Wikipédia en anglais intitulé « Osage Township, Cole County, Missouri » (voir la liste des auteurs).